# Ulrich Giezendanner

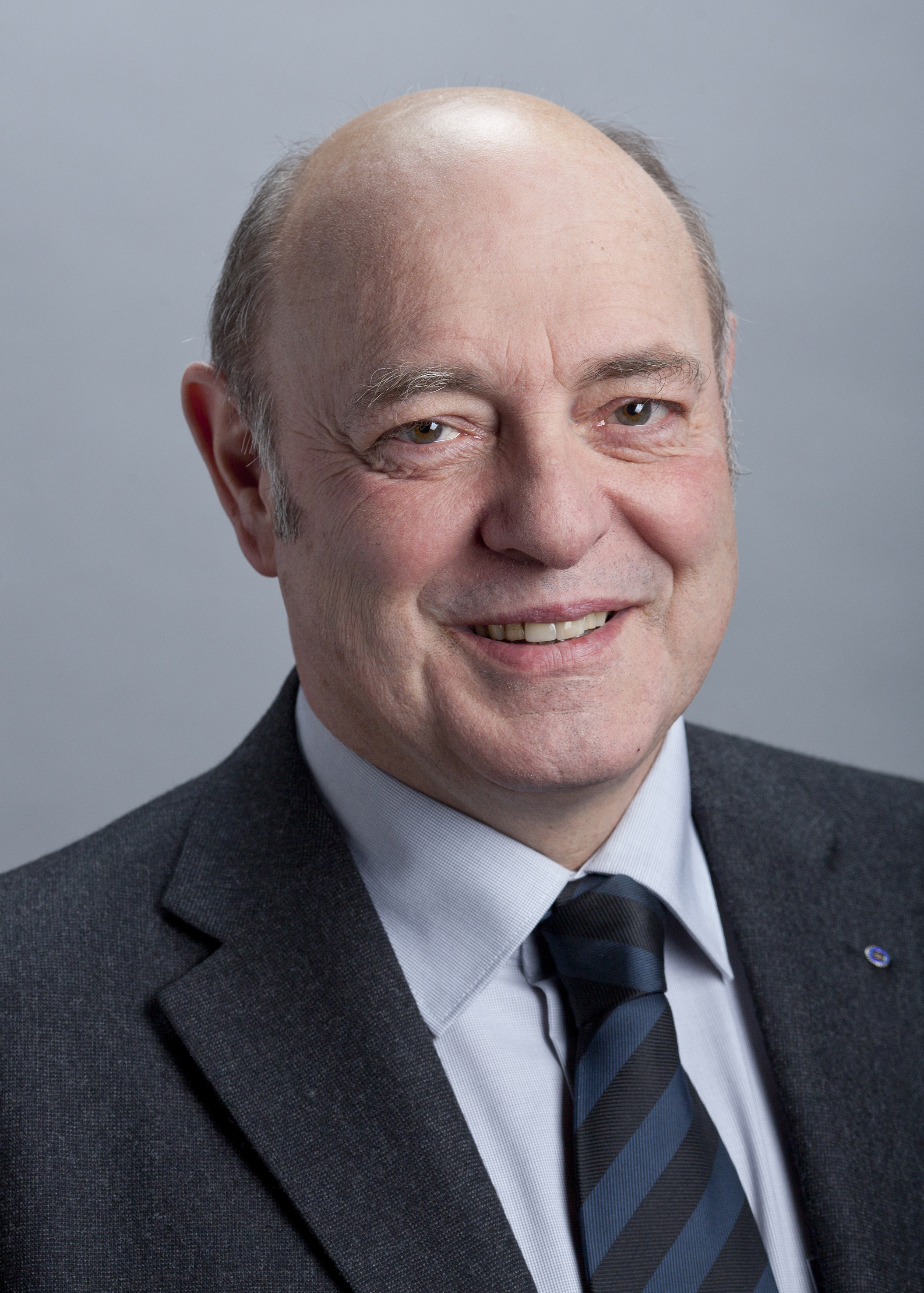
Ulrich Giezendanner (2011)

Ulrich Giezendanner (* 31. Oktober 1953 in Rothrist; heimatberechtigt in Rothrist und Wattwil) ist ein Schweizer Transportunternehmer und ehemaliger Politiker (SVP).

## Leben
Giezendanner ist der Sohn des Ostschweizers Johann Ulrich Giezendanner aus Wattwil, welcher sich in Rothrist niederliess, und eine Fuhrhalterei und Kohlenhandlung an der Bernstrasse (Nr. 181) betrieb. Die Mutter, eine geborene Rüegger, stammte aus dem Dorf. Giezendanner wuchs ebenda mit einer Schwester auf.
1972 übernahm Giezendanner die Transportunternehmung von seinen Eltern. 1976 wurde die Gesellschaft Ulrich Giezendanner & Cie. durch Sacheinlagen in eine Aktiengesellschaft umgewandelt, welche bis heute besteht. Er zog sich 2017 aus der Geschäftsleitung zurück, welche nun seinem jüngeren Sohn Benjamin, unterliegt. Er verbleibt als Verwaltungsrat in sämtlichen Giezendanner Unternehmungen erhalten.
Zusätzlich ist er Vizepräsident des Verwaltungsrates der KPT (Krankenversicherung) in Bern.

## Politik
Von März 1989 bis November 1991 war er im Grossen Rat des Kantons Aargau, ehe er am 25. November 1991 in den Nationalrat gewählt wurde und dort von 1991 bis am 1. Dezember 2019 der Kommission für Verkehr und Fernmeldewesen angehörte. Bis Mitte 1996 war er Mitglied der Auto-Partei, seither der Schweizerischen Volkspartei.
Politisch vertrat Giezendanner unter anderem den Ausbau des A1-Nadelöhrs Bareggtunnel, das mit der Eröffnung der dritten Tunnelröhre 2003 entschärft werden konnte, eine zweite Röhre am Gotthard-Strassentunnel (2016 im zweiten Anlauf beschlossen) oder etwa die Aufhebung des Verbots von Rundstreckenrennen in der Schweiz. Die vom Bund verfolgte Politik der Verlagerung des Transitschwerverkehrs auf die Schiene kritisiert er als unqualifiziert und ineffizient.
Bei den Parlamentswahlen 2011 kandidierte er erfolglos für den abgegebenen Ständeratssitz von Maximilian Reimann (SVP), der in den Nationalrat gewählt worden war.
Sein temperamentvolles Auftreten machte ihn zu einem häufigen Gast in Fernsehdiskussionen wie der Arena von SRF 1 und SonnTalk von TeleZüri. Er ist bekennender Christ und unterhält einen Saurer-Oldtimerpark.
2015 zog sich Giezendanner von der operativen Ebene zurück, seither leiteten die beiden Söhne (Benjamin Giezendanner als CEO und Stefan Giezendanner als CFO) das Unternehmen Giezendanner Transporte AG Rothrist. Stefan Giezendanner hat die Giezendanner AG verlassen und führt jetzt die Mittelland Transporte AG als CEO und ist weiterhin im Verwaltungsrat der Giezendanner AG vertreten.

## Privates
In den 70er Jahren heiratete Giezendanner seine erste Frau Helene († 1997) mit welcher er vier Kinder hatte. Ein Sohn Oliver starb im Kindesalter. Er hat eine Tochter und zwei Söhne, welche ebenfalls in der Politik aktiv sind. Sein älterer Sohn Stefan (* 1978) war langjähriges Mitglied des Einwohnerrates von Zofingen und ist seit 2020 Mitglied des Grossen Rat des Kantons Aargau. Sein jüngerer Sohn Benjamin war das jüngste Grossratsmitglied im Kanton Aargau bei seiner Wahl im Jahr 2001, Grossratspräsident und seit 2019 Nationalrat.
Giezendanner heiratete 2017 seine langjährige Lebensgefährtin Roberta Baumann (* 1965) im Stadthaus von Zofingen. Er lebt in Rothrist und Vira (Gambarogno).